# Pedro Juan Benítez
Pedro Juan Benítez Domínguez (San Lorenzo, 23 marzo 1981) è un calciatore paraguaiano, difensore del Club Libertad.